# Kovács Károly Pál
Kovács Károly Pál vagy Kovács K. Pál (Budapest, 1907. december 7. – Budapest, 1989. november 19.) Kossuth-díjas villamosmérnök, gépészmérnök, a Magyar Tudományos Akadémia rendes tagja. A 20. századi magyarországi elektrotechnika kiemelkedő jelentőségű alakja, 1964–1970 között a Villamosenergia-ipari Kutatóintézet igazgatója volt.

## Életútja
A budapesti József Műegyetemen szerzett gépészmérnöki oklevelet 1929-ben. 1930–1946 között a fővárosi Ganz és Társa Villamossági, Gép-, Waggon- és Hajógyár Rt.-ben dolgozott, előbb mint beosztott mérnök, 1941-től főmérnök, 1945–1946 között pedig mint műszaki tanácsos. Eközben 1940-ben műszaki doktori oklevelet szerzett a budapesti műegyetemen. 1946-ban habilitált a József Nádor Műszaki és Gazdaságtudományi Egyetemen, s az aszinkronmotorok alkalmazásának magántanára lett. Ezzel párhuzamosan, ugyancsak 1946-ban nevezték ki a Magyar Állami Szénbányák Rt. villamos művének főosztályvezetőjévé. 1948-tól az Állami Villamosművek Rt.-nél, 1949-től a nehézipari minisztérium, 1950–1951 között pedig a bánya- és energiaügyi minisztérium villamos energiai főosztályán tevékenykedett műszaki osztályvezetőként. 1950-ben a fővárosi műszaki egyetem felkérését elfogadva a villamos gépek üzemtanának előadó tanára, 1951-től az általa e tárgykörre szervezett tanszék vezetője és egyetemi tanára lett. 1957. áprilisa és júliusa között a zürichi Szövetségi Műszaki Főiskola vendégprofesszora volt.
1959. januárjában a műegyetemen fegyelmi eljárást folytattak le ellene az általa az egyetem falai között végzett ipari munkák ürügyén, s a fegyelmi határozat értelmében tanszékét megszüntették, állásából elbocsátották és ideiglenesen (1961-ig) akadémiai tagságát is felfüggesztették. 1959–1961 között az Erőmű Tröszt csoportvezető mérnökeként dolgozott. 1961–1964 között a Műszaki Fizikai Kutatóintézet főmunkatársa volt, s a budapesti Klement Gottwald Villamossági Gyárban dolgozott. 1964-ben a Villamosenergia-ipari Kutatóintézet igazgatójává nevezték ki, s 1970-es nyugdíjazásáig vezette az intézményt.
1970-ben kapott először meghívást az Amerikai Egyesült Államokba Colorado Egyetem, azt követően kisebb-nagyobb szünetekkel a torontói, washingtoni, braunschweigi, aacheni, erlangeni és zürichi műegyetemeken oktatott vendégprofesszorként.

## Munkássága
Tudományos érdeklődése az erősáramú elektrotechnikára, a villamos gépek és hálózatok tervezésére és méretezésére, emellett az energetikai gépgyártás, automatizálás és szabályozás általános elméleti és gyakorlati kérdéseire irányult. Új matematikai módszereket dolgozott ki a villamos gépek és hálózatok túlfeszültséggel járó, az üzemi csúcsfeszültséget jóval meghaladó, átmeneti tranziens folyamatainak számítására. Emellett az aszimmetrikus – eltérő elektromos feszültséggel és fázisszöggel jellemezhető – villamos rendszerek szimmetrikus összetevőkre bontásával, operátorfüggvények alkalmazásával megoldást talált a többfázisú villamos gépek aszimmetrikus üzemviszonyainak matematikai leképezésére. Rácz Istvánnal együtt kidolgozta a Park-vektoros villamosgép-elméletet, amely a nagy dinamikai igényű, aszinkronmotoros villamos hajtásokban fontos szerepet játszó, a fluxus és a forgatónyomaték egymástól független szabályozását lehetővé tevő ún. mezőorientált szabályozás alapeljárásai közé tartozik.
Számos szabadalmát bejegyezték, egyebek mellett a két forgórészes aszinkron motort. Az 1960-as években részt vett a Ganz Villamossági Művek automatizálási részlegének létrehozásában.

## Társasági tagságai és elismerései
1949-től a Magyar Tudományos Akadémia levelező, 1970-től rendes tagja volt, az elektrotechnikai bizottság munkáját elnökölte. 1948–1957 között a Magyar Elektrotechnikai Egyesület elnöki tisztét töltötte be, 1967 után a társaság tiszteletbeli elnöke volt.
Tudományos eredményei elismeréseként 1952-ben Zipernowsky-díjat, 1953-ban Kossuth-díjat vehetett át, 1985-ben a liège-i Montefiore Intézet kitüntetését kapta meg. 1982-ben az aacheni Rajna–vesztfáliai Műszaki Főiskola, 1984-ben a Budapesti Műszaki Egyetem díszdoktorává avatták.

## Emlékezete

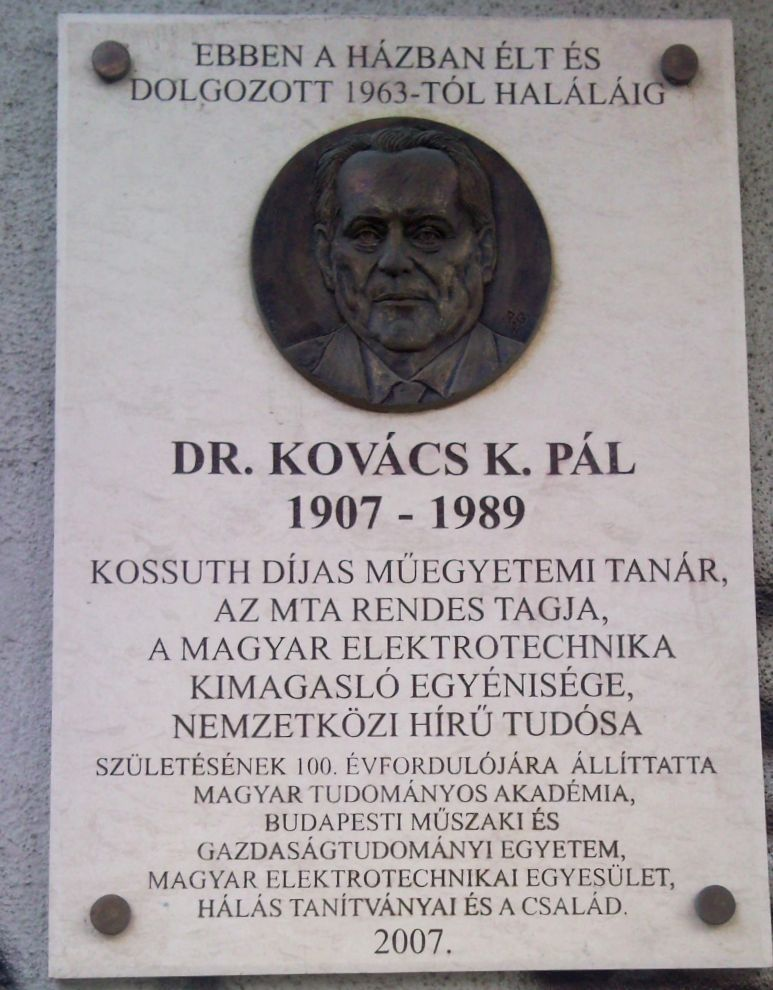
Kovács Károly Pál budapesti emléktáblája

Domborműves emléktábláját, Pogány Gábor Benő alkotását 2008-ban helyezték el Budapesten, a Vám utca 2. szám alatti egykori lakóháza falán.

## Főbb művei
- Fejezetek az indukciós motorok elméletéből. Budapest, 1938
- Villamos gépek üzemtana. Budapest, VKM, 1950, 136 p.
- Villamosgépek üzemtana: Aszinkron gépek. Budapest, Tankönyvkiadó, 1952
- Az operátorszámítás alkalmazása az erősáramú elektrotechnikában. Budapest, Nehézipari, 1952, 46 p.
- Az erősáramú elektrotechnika transiens folyamatainak differenciál egyenletei. Budapest, Mérnöki Továbbképző Intézet, 1953, 98 p.
- Váltóáramú gépek tranziens folyamatai. Budapest, Akadémiai, 1954, 556 p. (Rácz Istvánnal)
Németül: Transiente Vorgänge in Wechselstrommaschinen I–II. Budapest, Akadémiai, 1959
- Reluktancia motor üzemének elméleti vizsgálata. Budapest, Typopress, 1954, 59 p.
- Lüktető nyomaték váltakozóáramú gépek aszimmetrikus üzemében. in: Az MTA Műszaki Tudományok Osztályának Közleményei 1955. 323–368.
- A szubtranziens áram kialakulásának magyarázata a fluxusállandóság elvén. Budapest, Terv ny., 1953, 28 p.
- Betriebsverhalten von Asynchronmaschinen. Berlin, Technik, 1957, 384 p.
- Szimmetrikus összetevők. Budapest, Akadémiai, 1957, 951 p. (Geszti P. Ottóval és Vajta Miklóssal)
- Általános elektrotechnika. Szerk. Kovács K. Pál. Budapest, Terra, 1958, 236 p.
- Villamos gépek. Szerk. Kovács K. Pál. Budapest, Terra, 1959, 164 p.
- Symmetrische Komponenten in Wechselstrommaschinen. Basel–Stuttgart, Birkhäuser, 1962, 225 p.
- Villamos gépek tranziens folyamatai. Budapest, Műszaki, 1970, 386 p.
Románul: Analiza regimurilor tranzitorii ale mainilor electrice. Bucureşti, Tehnică, 1980, 551 p.
Angolul: Transient phenomena in electrical machines. Amsterdam, Elsevier, 1984, 391 p.
- Asynchronmaschinen Funktion, Theorie, Technisches. Braunschweig–Budapest, Vieweg–Akadémiai, 1975, 531 p. (Heinz Jordannal és Vilém Klimával)

## További irodalom
- Tuschák Róbert: Kovács Károly Pál. in: Magyar Tudomány XXXV. 1990
- Retter Gyula – Szentgyörgyi Zsuzsa: A Jedlik–Siemens sorskettős folytatódik. in: Magyar Tudomány XXXIX. 1994. 2. sz. 227–234.